# BLITS
BLITS (Ball Lens In The Space) — российский калибровочный наноспутник.
Предназначался для решения научных задач в области геофизики, геодинамики и теории относительности, а также задач высокоточного измерения и долгосрочного прогнозирования орбит путём лазерной локации с наземных станций. Разработан АО «Научно-производственная корпорация „Системы прецизионного приборостроения“» (АО «НПК „СПП“»).
17 сентября 2009 года в 15:55:07 (UTC) был выведен на солнечно-синхронную орбиту ракетой-носителем (РН) Союз-2.1б с разгонным блоком (РБ) «Фрегат» со стартовой площадки ПУ № 31/6 космодрома Байконур (2009-049B; 35866).
Вместе с КА BLITS были запущены: метеорологический спутник Метеор-М №1 (основная нагрузка) и ещё 5 малых КА (ZA-002 SumbandilaSat, «Стерх» № 2, «Университетский — Татьяна-2», «УгатуСат», IRIS).

## Характеристики
Аппарат массой 7,53 кг (класс наноспутников, 1—10 кг) имеет форму сферы диаметром 170,32 мм.
Работает на принципе линзы Люнеберга. Погрешность редукции лазерных измерений к центру масс спутника не превышает 0,1 мм.

## Эксплуатация

### Столкновение с космическим мусором
22 января 2013 года около 07:57 (UTC) произошло внезапное изменение орбиты спутника. Период обращения спутника вокруг оси сократился с 5,6 секунд до 2,1 секунд. Также было отмечено уменьшение большой полуоси орбиты спутника на 120 метров. Было зафиксировано заметное снижение орбиты до 809,8 × 829,9 км, которая к моменту столкновения имела параметры: наклонение 98,617°, высота 809,8 × 830,2 км (над сферой радиусом 6378,14 км), период обращения 101,35 мин.
Предположительно это вызвано столкновением с космическим мусором. Наиболее вероятным источником которого, по версии американского аналитика Т. С. Келсо (англ. T. S. Kelso), мог стать фрагмент китайского аппарата Fengyun-1C, который был разрушен 11 января 2007 года в ходе испытания Китаем противоспутникового оружия. Масса «ударника», по его оценкам, должна была быть не более 0,08 граммов. Некоторые аналитики не разделяют версию о фрагменте Фэнъюнь-1C, считая, что столкнувшаяся со спутником частица взялась из другого источника.

## Модификация

### Блиц-М

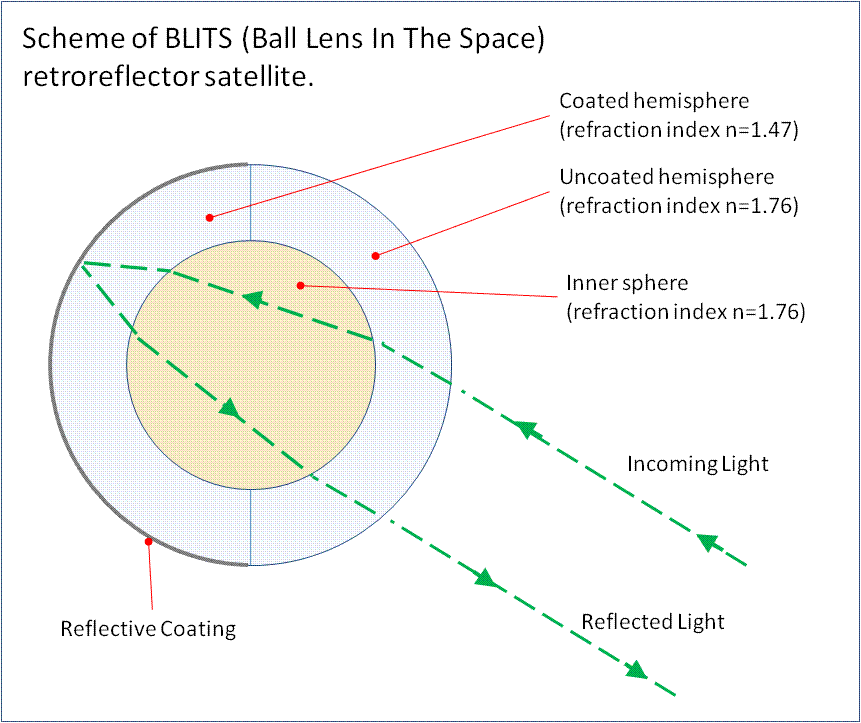
A scheme illustrating how the BLITS retroreflector works.

Научно-производственная корпорация «Системы прецизионного приборостроения» (НПК СПП, входит в ГК «Роскосмос») создала технологию сверхточного производства многослойных сферических линз и применила её для изготовления полностью стеклянных спутников-мишеней. Всего выпущено три космических аппарата (КА) с идеально гладкой поверхностью. Два из них планируется запустить на орбиту. Третий — контрольный — останется на Земле. Их многослойную отражающую поверхность используют для точного измерения расстояний с помощью лазерного луча. Эти аппараты помогут прогнозировать землетрясения, измерять параметры гравитационного поля планеты, тестировать оборудование российской системы контроля космического пространства. Их запуск 26 декабря 2019 года, вместе с КА системы «Гонец-М».